# Афанасик, Тереза Владимировна
Тереза Владимировна Афанасик (род. 24 сентября 1933, дер. Ендриховцы, Волковысский повет) — Герой Социалистического Труда (1973).

## Биография
Родилась 24 сентября 1933 года в деревне Ендриховцы. Окончила 4 класса школы.
С 1949 года — полевод, с 1952 года доярка в колхозе «Россь», с 1959 года — доярка племзавода «Россь» Волковысского района Гродненской области Белорусской ССР. Указом Президиума Верховного Совета СССР от 6 сентября 1973 года ей было присвоено звание Героя Социалистического Труда присвоено за успешное выполнение обязательств по увеличению производства и заготовок продуктов животноводства.
Является почётным гражданином Волковысского района.